# Выгоничи (село)
Вы́гоничи — село в Выгоничском районе Брянской области, в составе Скрябинского сельского поселения. Расположено в 4 км к северо-востоку от пгт Выгоничи, у шоссе М13 Брянск—Гомель. Население — 108 человек (2010 год).

## История
Упоминается с начала XVII века как существующее село с двумя храмами, пострадавшими в Смутное время; позднее (временно) — сельцо. Бывшее владение Тютчевых, Подлиневых, Брусиловых, Толбузиных, Безобразовых, Пашковых и др.
Первоначально входило в состав Подгородного стана Брянского уезда; с последней четверти XVIII века до 1922 года в Трубчевском уезде (с 1861 — в составе Красносельской волости, с 1910 в Кокинской волости). В XIX веке работал винокуренный завод. Около 1880 года была открыта школа грамоты.
В 1922—1929 — в Выгоничской волости Бежицкого уезда; с 1929 в Выгоничском районе, а в период его временного расформирования (1932—1939, 1963—1977) — в Брянском районе.
С 1920-х гг. до 1959 в Городецком сельсовете; в 1959—1980 — в Кокинском сельсовете.